# Presidio megye
Presidio megye az Amerikai Egyesült Államokban, azon belül Texas államban található. Megyeszékhelye Marfa, legnagyobb városa Presidio. Lakosainak száma 6131 fő (2020. április 1.). Presidio megye Hudspeth, Jeff Davis, Brewster, Manuel Benavides és Guadalupe község megyékkel határos.

## Népesség
A megye népességének változása:
| Lakosok száma | 7872 | 7724 | 7506 | 7201 | 6876 | 6131 |
|               | 2010 | 2011 | 2012 | 2013 | 2015 | 2020 |